# Ceratomyrmex ellenbergeri

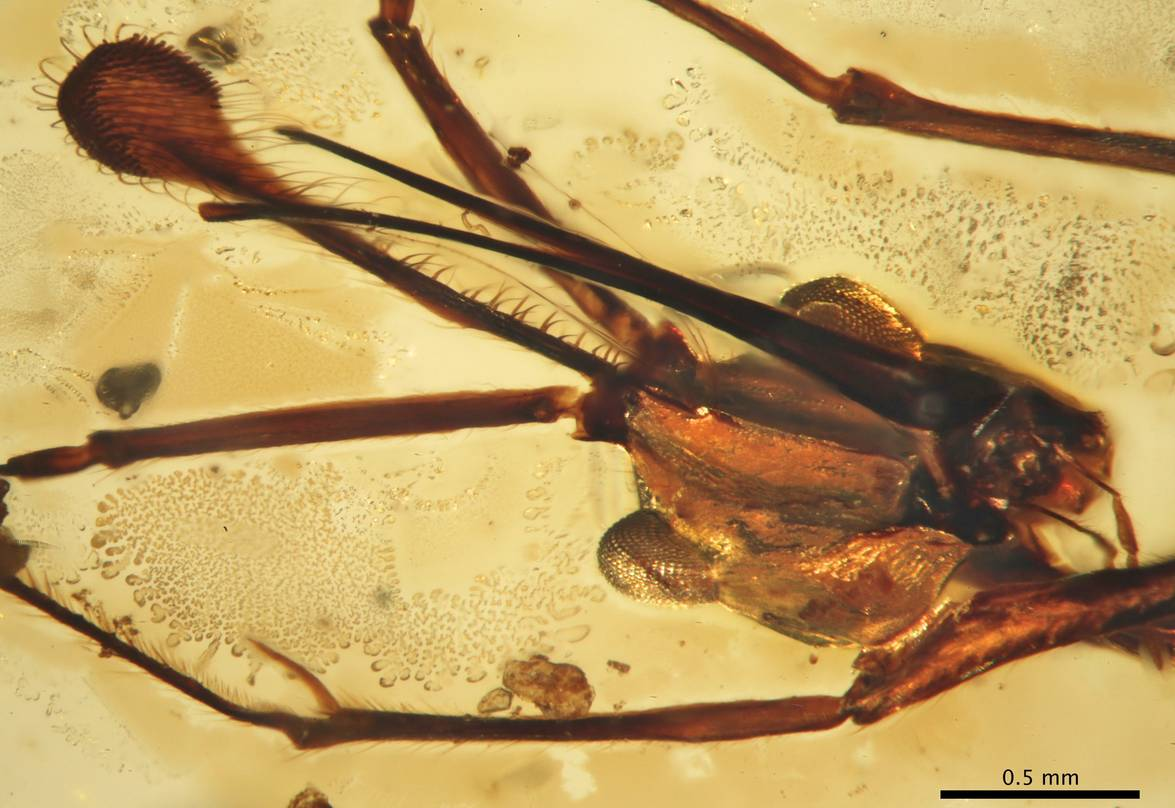
Мураха Ceratomyrmex ellenbergeri (вигляд голови знизу) з розширеним «рогом» на голові (зліва та зверху) і зімкненими з ним двома тонкими мандибулами

Ceratomyrmex ellenbergeri — викопний вид мурашок, єдиний у складі монотипного роду Ceratomyrmex з підродини Haidomyrmecinae. Відрізняється незвичайним довгим роговидним виростом на голові. Виявлений у бірманському бурштині крейдового періоду (штат Качин, поблизу М'їчини, північ М'янми, Південно-Східна Азія), віком близько 100 млн років.

## Опис
Довжина тіла від 4,5 до 5,9 мм. Відрізняються незвичайною будовою вертикально спрямованих дуже довгих верхніх щелеп і довгим лопатовидним виростом на голові (між місцем прикріплення вусиків). Цей роговидний виріст, відходить від кліпеуса (наличника), спрямований вперед і вгору, підноситься над головою і покритий на його розширеній вершині волосками. Очі великі, розташовані в задній половині голови. Мандибули довгі і вузькі, змикаються вгору, утворюючи капкан з «рогом». Ноги і вусики тонкі і довгі. Вусики 12-членикові, булава відсутня, скапус довгий. Імовірно були поодинокими спеціалізованими хижаками, полюючи на відносно велику здобич, на яку чатували. На думку вчених, виріст на голові мурахи є адаптацією для полювання на велику здобич. Нинішня теорія еволюції мурашок припускає, що деякі ранні представники їхньої групи були поодинокими хижаками, які утворювали невеликі колонії, але добували їжу самостійно поодинці.

## Етимологія
Назва Ceratomyrmex походить від грецьких слів «keratos» (ріг) та «myrmex» (мурашка). Видову назву дано на честь Зігхарда Елленбергера (Sieghard Ellenberger), який надав частину викопного матеріалу. Вид описали 2016 року французько-американський мірмеколог Вінсент Перришо (Vincent Perrichot; Університет Ренн, Франція; Відділення ентомології, Інститут біорізноманіття та Природознавчий музей, Університет Канзасу, Лоренс, штат Канзас, США), американський палеоентомолог Майкл Енджел (Кафедра екології та еволюційної біології, Університет Канзасу, Лоренс) і китайський ентомолог Бо Ванг (Bo Wang; Державна ключова лабораторія палеобіології та стратиграфії, Нанкінський інститут геології та палеонтології, Китайська академія наук, Нанкін, Китай).